# Vaux-sous-Aubigny
Vaux-sous-Aubigny è un comune francese di 705 abitanti situato nel dipartimento dell'Alta Marna nella regione del Grand Est.

## Società

### Evoluzione demografica
Abitanti censiti